# Achrysocharoides titiani
Achrysocharoides titiani är en stekelart som beskrevs av Girault 1916. Achrysocharoides titiani ingår i släktet Achrysocharoides och familjen finglanssteklar. Inga underarter finns listade i Catalogue of Life.